# Zbigniew Ludwiniak
Zbigniew Ludwiniak, né le 4 mars 1963, est un coureur cycliste polonais.
Il a été à de multiples reprises champion de Pologne par équipe sur route.

## Biographie
Ludwiniak court pour le club de Romet Bydgoszcz (pl) puis pour l'équipe Legia Warszawa. En 1986, il participe aux championnats du monde, prenant la 71e place dans la course sur route individuelle et la 9e place dans la course par équipe. Il est champion de Pologne par équipe sur route à cinq reprises (1984-1986, 1988 et 1990) et remporte l'argent une fois en individuel dans cette compétition (1987). Vice-champion de Pologne à deux reprises dans la course en duo (1983 et 1986 - lors des deux participations avec Marek Leśniewski), en 1986, il prend la deuxième place du Tour de Pologne où il gagne deux étapes. La même année, il participe au Tour d'Espagne avec l'équipe nationale polonaise, mais ne termine pas la course. Son dernier grand succès remonte à 1991, lorsqu'il remporte la Coupe du ministre de la Défense nationale. En 1995, il termine sa carrière puis travaille au Legia comme entraîneur et directeur sportif du groupe professionnel,.

## Palmarès
- 1983
  - 2e du championnat de Pologne du contre-la-montre en duo (avec Marek Leśniewski)
- 1984
  - 4e et 6e étapes du Dookoła Mazowsza
  - 1re étape du Tour de Bulgarie
  - 3e du Dookoła Mazowsza
- 1985
  - 2e du championnat de Pologne de course aux points
- 1986
  - 2e et 7e étapes du Tour de Pologne
  - 2e du championnat de Pologne du contre-la-montre en duo (avec Marek Leśniewski)
  - 2e du Tour de Pologne
- 1988
  - 1re étape du Tour de Pologne
- 1990
  -  Médaillé d'argent du championnat du monde militaire du contre-la-montre par équipes
- 1991
  - Puchar Ministra Obrony Narodowej
  - Prix de La Charité-sur-Loire
  - 2e du Mémorial Andrzej Trochanowski
  - 2e de Paris-Dreux
  - 2e de Paris-Bagnoles-de-l'Orne
  - 3e de Bordeaux-Saintes
  - 3e de Paris-Vailly
  - 3e de Paris-Barentin
  - 3e de Paris-Beaugency
- 1992
  - 2e épreuve du Circuit des plages vendéennes
- 1993
  - Paris-Dreux
- 1994
  - 2e étape du Bałtyk-Karkonosze Tour